# 阿克塞尔·克莱热
阿克塞尔·克莱热（法語：Axel Clerget，1987年2月28日—），法国男子柔道运动员。他曾代表法国参加2020年夏季奥林匹克运动会柔道比赛，获得混合团体金牌和男子90公斤级第九名。